# .bz
.bz je internetová národní doména nejvyššího řádu pro Belize.
Jednu dobu byla doména prodávána nejmenovanou americkou společností jako zkratka pro „business“ a dokonce tato firma podala stížnost organizaci ICANN, kde žádala zrušení domény .biz pro nekalou konkurenci. V současnosti je registrátor v Belize, ale stále prodává doménu jako související s byznysem. Je k dispozici také řada domén s non-ASCII znaky v názvu.

## Jižní Tyrolsko
Mnoho webových stránek z italského regionu Jižní Tyrolsko používá tuto doménu, protože zkratka provincie a jejího hlavního města Bolzano je BZ. Hodně stránek používá také doménu .bz.it.